# Orahovlje
Orahovlje är en ort i Kroatien.   Den ligger i länet Dalmatien, i den sydöstra delen av landet, 300 km söder om huvudstaden Zagreb. Orahovlje ligger 70 meter över havet och antalet invånare är 218.
Terrängen runt Orahovlje är huvudsakligen kuperad, men åt sydost är den platt.Runt Orahovlje är det ganska tätbefolkat, med 86 invånare per kvadratkilometer. Närmaste större samhälle är Vrgorac, 5,1 km väster om Orahovlje. 